# Alburnett
Alburnett – miasto w Stanach Zjednoczonych, w stanie Iowa, w hrabstwie Linn.

## Demografia
W 2000 liczyło 559 mieszkańców. W 2023 liczba mieszkańców wzrosła do 667 osób, a gęstość zaludnienia przekroczyła 303 osoby/km².